# Alexis Cruz
Alexis Cruz (* 29. September 1974 in Bronx, New York City) ist ein US-amerikanischer Schauspieler.

## Leben
Alexis Cruz wurde am 29. September 1974 in Bronx, New York City geboren. Seine Theatererfahrung umfasst landesweite Tourneen mit Latinologues. Ferner ist er Absolvent der New Yorker High School of Performing Arts.
Seinen ersten Auftritt vor der Kamera hatte er bei einer Werbung für Mackaroni and Cheese.
Seinen Durchbruch als Film-Schauspieler erzielte Alexis Cruz durch seine Rolle in dem Kinofilm Stargate, in dem er den jungen Rebellen Skaara spielte. Er nahm die Rolle der Figur später in der Serienfortsetzung Stargate – Kommando SG-1 wieder auf.
Alexis Cruz hat auch in anderen Serien mitgewirkt: in der Anwaltsserie Shark war er als junger Bezirksstaatsanwalt Martin Allende zu sehen und in Ein Hauch von Himmel spielte er den Engel Raphael. Unter anderem hatte er Gastauftritte in The District, CSI und in ganz frühen Jahren in der Sesamstraße.
Für seine Rolle in Todesschüsse im Klassenzimmer wurde er für einen American Latino Media Arts Award als Bester Darsteller nominiert.
Alexis Cruz ist heute in Los Angeles ansässig.

## Filmografie (Auswahl)
- 1984: Die Bill Cosby Show (The Cosby Show, Fernsehserie, Folge 1x23)
- 1987: Jack, der Aufreißer (The Pick-up Artist)
- 1989: Rooftops – Dächer des Todes (Rooftops)
- 1990: Der alte Mann und das Meer (The Old Man And The Sea)
- 1990: Gryphon
- 1990–1991: Sesamstraße (Sesame Street)
- 1994: Stargate
- 1994–2003: Ein Hauch von Himmel (Touched by an Angel, Fernsehserie, 16 Folgen)
- 1995: Emergency Room – Die Notaufnahme (ER, Fernsehserie, Folge 1x14)
- 1995: Price of Love
- 1996: Dangerous Minds – Wilde Gedanken (Dangerous Minds, Fernsehserie, Folge 1x10–1x11)
- 1997: Riot
- 1997: The Brave
- 1997: Detention: The Siege at Johnson High
- 1998: Why Do Fools Fall in Love – Die Wurzeln des Rock’n’Roll
- 1998–2004: Stargate – Kommando SG-1 (Stargate SG-1, Fernsehserie, 5 Folgen)
- 1999: Learning to Swim
- 2000 New York Cops – NYPD Blue (NYPD Blue, Fernsehserie, Folge 7x14)
- 2000: That Summer in LA
- 2001: Providence (Fernsehserie, Folge 4x04)
- 2001–2002: The District – Einsatz in Washington (The District, Fernsehserie, Folge 2x02, 2x21)
- 2002: Bug
- 2003: DarkWolf
- 2004: Spectres
- 2004: CSI: Den Tätern auf der Spur (Crime Scene Investigation, Fernsehserie, Folge 5x10)
- 2004: Tortilla Heaven
- 2006–2007: Shark (Fernsehserie, 11 Folgen)
- 2006: Slayer
- 2009: Drag Me to Hell
- 2013: Castle (Fernsehserie, Folge 6x07)
- 2013: Perception (Fernsehserie, Folge 2x01)
- 2014: Altergeist
- 2021: FBI (Fernsehserie, Folge 3x04)
- 2021: Blue Bloods – Crime Scene New York (Blue Bloods, Fernsehserie, Folge 12x08)
- 2022: Law & Order: Special Victims Unit (Fernsehserie, Folge 23x17)
- 2023: Spic (Kurzfilm)